# Mili San Pietro
Mili San Pietro is een plaats (frazione) in de Italiaanse gemeente Messina.